# Wolfgang Sidka
Wolfgang Sidka, född 26 maj 1954 i Lengerich, är en fotbollstränare och före detta fotbollsspelare. Han ledde SV Werder Bremen till seger i UEFA Intertoto Cup 1998. Han har  trännat för Iraks fotbollslandslag, som han skrev på för den 13 juli 2010.

## Fotnoter
1. ↑  transfermarkt.com, transfermarkt.com spelar-ID: 77516, läst: 9 oktober 2017.[källa från Wikidata]
2. ↑  transfermarkt.com, transfermarkt.com tränar-ID: 854, läst: 4 april 2022.[källa från Wikidata]